# Puccinia orbicula
Puccinia orbicula ist eine Ständerpilzart aus der Ordnung der Rostpilze (Pucciniales). Der Pilz ist ein Endoparasit von Hasenlattichen. Symptome des Befalls durch die Art sind Rostflecken und Pusteln auf den Blattoberflächen der Wirtspflanzen. Sie ist im Osten Nordamerikas verbreitet.

## Merkmale

### Makroskopische Merkmale
Puccinia orbicula ist mit bloßem Auge nur anhand der auf der Oberfläche des Wirtes hervortretenden Sporenlager zu erkennen. Sie wachsen in Nestern, die als gelbliche bis braune Flecken und Pusteln auf den Blattoberflächen erscheinen.

### Mikroskopische Merkmale
Das Myzel von Puccinia orbicula wächst wie bei allen Puccinia-Arten interzellulär und bildet Saugfäden, die in das Speichergewebe des Wirtes wachsen. Ihre Spermogonien wachsen beidseitig auf den Wirtsblättern. Die blattunterseitig wachsenden Aecien der Art treten durch Poren aus der Epidermis hervor. Ihre hyalinen Aeciosporen sind 23–30 × 18–22 µm groß, kugelig bis breitellipsoid und feinwarzig. Die meist blattunterseitig wachsenden Uredien des Pilzes sind hell zimtbraun. Die goldenen bis zimtbraunen Uredosporen sind 25–29 × 23–25 µm groß, kugelig bis breit eiförmig und stachelwarzig. Die beidseitig wachsenden Telien der Art sind schwarzbraun, pulverig und unbedeckt. Die kastanienbraunen Teliosporen sind zweizellig, in der Regel ellipsoid bis langellipsoid, fein warzig und meist 33–42 × 21–25 µm groß. Ihre Stiele sind farblos.

## Verbreitung
Das bekannte Verbreitungsgebiet von Puccinia orbicula reicht von Neufundland bis Saskatchewan und Virginia.

## Ökologie
Die Wirtspflanzen von Puccinia orbicula sind verschiedene Hasenlattiche (Prenanthes spp.). Der Pilz ernährt sich von den im Speichergewebe der Pflanzen vorhandenen Nährstoffen, seine Sporenlager brechen später durch die Blattoberfläche und setzen Sporen frei. Die Art durchläuft einen makrozyklischen Entwicklungszyklus mit Spermogonien, Aecien, Telien und Uredien. Als autoöker Parasit macht sie keinen Wirtswechsel durch.